# Boca West International 1975
Il Boca West International 1975 è stato un torneo di tennis giocato sul terra rossa. È stata la 1ª edizione del Boca West International, che fa parte del Commercial Union Assurance Grand Prix 1975. Si è giocato a Boca Raton negli Stati Uniti, dal 17 al 23 febbraio 1975.

## Campioni

### Singolare
Jimmy Connors ha battuto in finale  Jürgen Fassbender con il punteggio di 6–4 6–2

### Doppio
Juan Gisbert /  Clark Graebner hanno battuto in finale  Jürgen Fassbender /  Ion Țiriac con il punteggio di 6–2, 6–1